# Placidochromis phenochilus
Espèce
Statut de conservation UICN

 EN  : En danger
Placidochromis phenochilus est une espèce africaine de poissons d'eau douce de la famille des Cichlidae endémique du lac Malawi.

## Répartition
Ce poisson est endémique du lac Malawi où il ne se rencontre que dans la partie nord du lac.

## Description
Placidochromis phenochilus peut mesurer jusqu'à 157 mm de longueur totale. Chez cette espèce l'incubation se déroule dans la bouche de la femelle.

## Aquariophilie

### Variétés géographiques
Il existe plusieurs variétés géographiques, influençant les caractéristiques méristiques et la coloration. L'holotype provient de la partie nord du lac Malawi.
Les deux variétés géographiques ci-dessous sont peut-être deux espèces différentes mais non encore décrites. Il est donc impératif de les maintenir séparément :
- Placidochromis phenochilus "Tanzanie" ou Placidochromis sp. "phenochilus tanzania" (de coloration bleue plus claire et "pailleté" de blanc) ;
- Placidochromis phenochilus "Mdoka" (de coloration bleue plus sombre avec la bouche blanche).

### Dimorphisme sexuel
Adulte cette espèce de Cichlidae est très simplement différentiable. En effet le mâle est clairement plus grand et surtout de coloration plus soutenu ; la femelle reste plus terne bleu/argenté. Le mâle possède également la terminaison des nageoires impaires plus effilées.

### Reproduction
Cette espèce est incubatrice buccale maternelle, les femelles gardent les œufs, larves et tout jeunes alevins environ trois semaines, protégés dans leur gueule (sans manger ou en filtrant très légèrement les micro-détritus). Les mâles peuvent se montrer très insistants dès les premières maturités sexuelles des femelles, il est préférable de maintenir cette espèce en groupes de plusieurs individus (au moins en « trio » : un mâle pour deux femelles), de manière à diviser l'agressivité d'un mâle dominant sur plusieurs individus. À la sortie de la bouche de la femelle tous les jeunes sont de coloration gris/brun et ce n'est que lorsqu'ils atteignent une taille de 5 à 6 cm que les mâles commencent à changer de couleur pour devenir bleu.

### Croisement, hybridation, sélection
Il est impératif de maintenir cette espèce en dehors de toute autre espèce du genre Placidochromis afin d'éviter tout croisement. Le commerce aquariophile a également vu apparaître un grand nombre de spécimens provenant notamment d'Asie et d'Europe de l'Est et aux couleurs des plus farfelues ou albinos. En raison de la sélection, hybridation et autres procédés chimiques et barbares de laboratoires.

### Aquariums publics
Le zoo de Cologne (Zoo Köln) en Allemagne détient un certain nombre de spécimens.

### Galerie

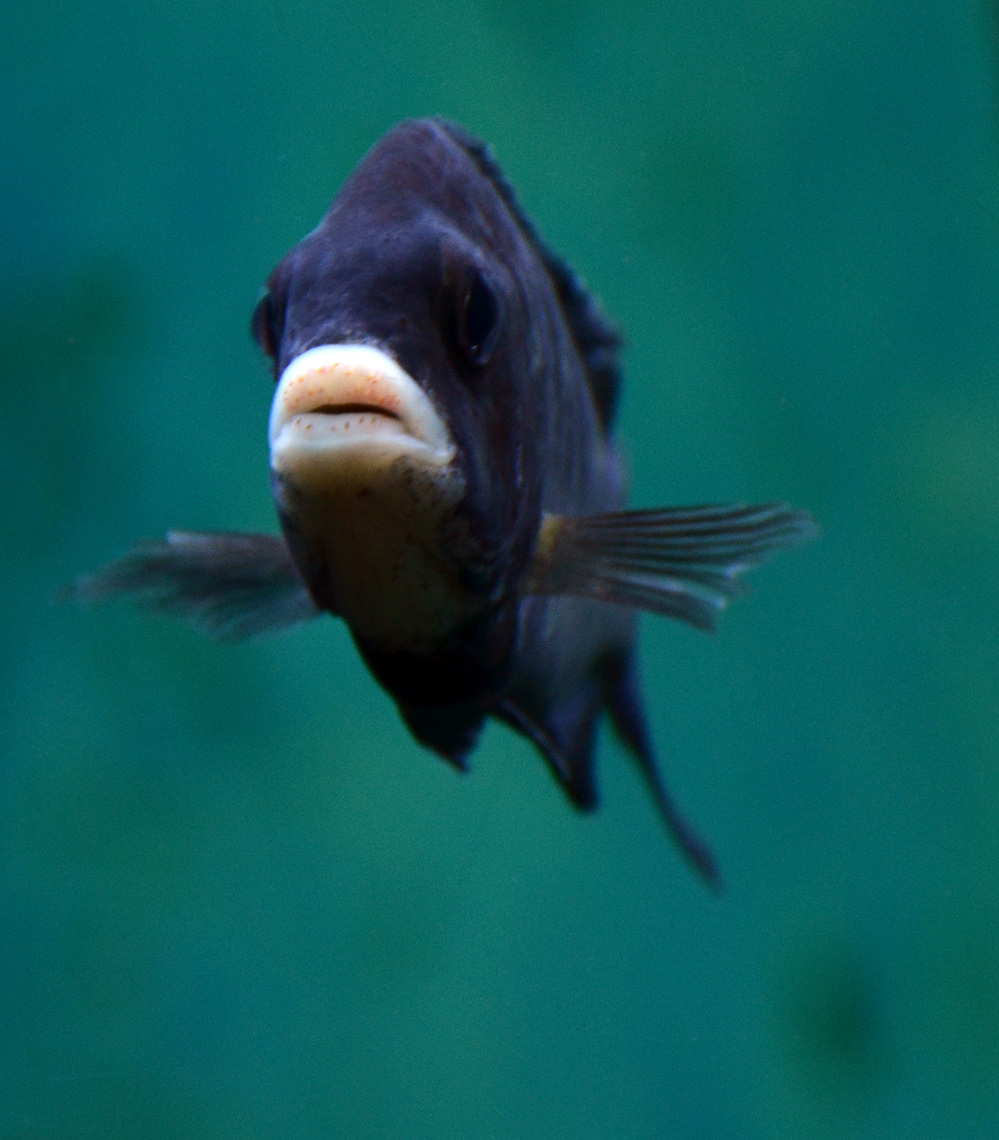
Placidochromis phenochilus "Mdoka" au zoo de Cologne (Zoo Köln).
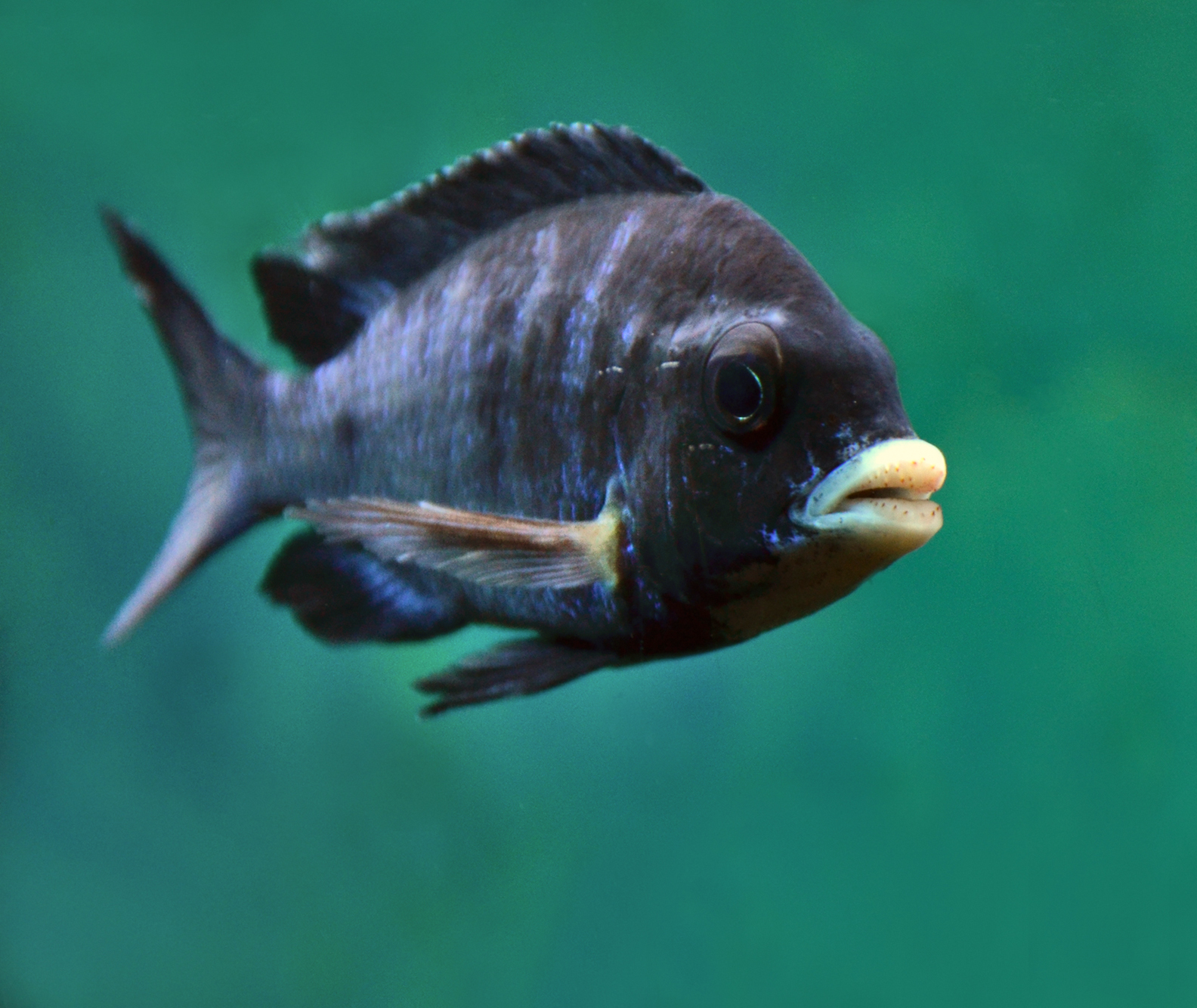
Placidochromis phenochilus "Mdoka" au zoo de Cologne.

## Systématique
Le nom valide complet (avec auteur) de ce taxon est Placidochromis phenochilus (Trewavas, 1935).
L'espèce a été initialement classée dans le genre Haplochromis sous le protonyme Haplochromis phenochilus Trewavas, 1935,..
Placidochromis phenochilus a pour synonymes :
- Cyrtocara phenochilus (Trewavas, 1935)
- Haplochromis phenochilus Trewavas, 1935
- Protomelas phenochilus (Trewavas, 1935)

### Étymologie
Son épithète spécifique, phenochilus, dérive de la combinaison en grec ancien de φαίνω (phaínô), « visible, apparent », et de χεῖλος (kheĩlos), « lèvre », et fait référence à ses lèvres blanches, « remarquables par leur pâleur »,.

### Publication originale
- (en) Ethelwynn Trewavas, « A synopsis of the Cichlid Fishes of Lake Nyasa », Annals and Magazine of Natural History, Londres, Taylor & Francis, vol. 16, no 91,‎ juillet 1935, p. 65-118 (ISSN 0374-5481, OCLC 1481361, DOI 10.1080/00222933508655026, lire en ligne).